# 2013년 사라반 지진
2013년 시스탄오발루체스탄 주 지진은 이란 표준시 2013년 4월 16일 15시 14분 20초에 발생한 이란 시스탄오발루체스탄 주 부근을 진원으로 하는 지진이다.